# 日本絵画協会
日本絵画協会（にほんかいがきょうかい）は、明治時代に存在した日本の美術家の団体。

## 沿革

### 日本青年絵画協会として
まず始めに明治24年（1891年）9月に画塾間の交流を図り、日本画家の川端玉章が川辺御楯らに働きかけ、後進の育成を目的として日本青年絵画協会を設立した。同年10月には岡倉覚三（天心）が会頭に就任している。明治25年（1892年）、第1回日本青年絵画協会主催、青年絵画共進会展開催。明治26年（1893年）の第2回展、明治27年（1894年）の第3回展、明治28年（1895年）の第4回展と回数を重ねるに従って、岡倉秋水、本多天城、高屋肖哲、岡不崩といった狩野芳崖の門下生が影をひそめ、川端玉章による東京美術学校の自然主義的、写生派的な傾向が台頭してきた。

### 日本絵画協会に改組
明治29年（1896年）に日本青年絵画協会は、日本絵画協会と改称した。同年9月に第1回日本絵画協会展（上野で、9月20日から10月30日まで開催され、(1)東洋の画法、(2)西洋の様式、(3)新しい画法の3部にわけ、(2)に白馬会第1回展（10月7日から11月29日まで）にあてた。作品は、大出東皐「風雨牡丹」、野口小蘋「層巒秋靄」、景年「芥子雀鳩」、観山「仏誕」、広業「悉達悟天使」、鞆音「経正詣竹生島」、春草「四季山水」、黒田清輝「昔語り」下絵多数など。）を、明治30年（1897年）4月に第2回展（上野で3月15日から4月30日まで。作品は観山「光明皇后」、春草「拈華微笑」、大観「無我」、栖鳳「廃園春色」など）を、同年10月に第3回展（10月25日から11月まで。作品は観山「継信最後」、春草「水鏡」、玉堂「家鴨」、大観「聴法」、孤月「春暁」など）を、明治31年（1898年）4月に第4回展の展覧会を開催している。
一方、明治31年（1898年）7月1日に岡倉覚三、横山大観、菱田春草、尾形月耕らによって日本美術院が設立されると以降は同院と合同による展覧会が開催されるようになった。以後、同年から明治36年（1903年）までの間に以下の展覧会が開催された。
- 明治31年（1898年）10月 第5回日本絵画協会・日本美術院連合絵画共進会展（日本美術院で10月15日から11月まで。作品は大観「屈原」、観山「闍維」、春草「武蔵野」など）
- 明治32年（1899年）10月 第7回日本絵画協会・第2回日本美術院連合絵画共進会展（上野5号館で10月15日から11月20日まで。作品は大観「夏日四題」、春草「稲田姫」などに無線描法の新手法をしめす）
- 明治33年（1900年）4月 第8回日本絵画協会・第3回日本美術院連合絵画共進会展（4月1日から30日まで。作品は大観「朝顔日記」、春草「菊慈童」など。このころから新画風は「縹渺体」「朦朧体」などとよぶ）
- 明治33年（1900年）10月 第9回日本絵画協会・第4回日本美術院連合絵画共進会展（10月25日から11月30日まで。作品は春草「雲中放鶴」、観山「大原の露」、大観「木蘭」、上村松園「花ざかり」など）
- 明治34年（1901年）3月 第10回日本絵画協会・第5回日本美術院連合絵画共進会展（3月2日から31日まで。作品は大観「老君出関」、春草「蘇李訣別」など）
- 明治34年（1901年）10月 第11回日本絵画協会・第6回日本美術院連合絵画共進会展（10月13日から11月9日まで。作品は広業「月光燈影」、観山「伊叟古話」など）
- 明治35年（1902年）3月 第12回日本絵画協会・第7回日本美術院連合絵画共進会展（3月2日から29日まで。作品は春草「王昭君」、梶田半古「春宵怨」など）
- 明治35年（1902年）10月 第13回日本絵画協会・第8回日本美術院連合絵画共進会展（10月1日から11月30日まで。作品は広業「大塔宮」、玉堂「涼蔭」、大観「迷子」など）
- 明治36年（1903年）3月 第14回日本絵画協会・第9回日本美術院連合絵画共進会展
- 明治36年（1903年）10月 第15回日本絵画協会・第10回日本美術院連合絵画共進会展（10月10日から11月15日まで。作品は大観「釈迦父に逢ふ」、玉堂「焚火」、春草「鹿」など）

上記明治36年10月の展覧会が最後の活動となり、翌明治37年（1904年）2月には岡倉が渡米することになったため、日本絵画協会は実体を失ってしまい、最終的に明治38年（1905年）、解散となった。

## 主要な画家
- 川端玉章
- 尾竹竹坡
- 寺崎広業